# Hypocaccus texaco
Hypocaccus texaco är en skalbaggsart som beskrevs av Miłosz A. Mazur 1991. Hypocaccus texaco ingår i släktet Hypocaccus och familjen stumpbaggar. Inga underarter finns listade i Catalogue of Life.